# Andreas Potulski
Andreas Potulski (* 6. September 1980 in Berlin) ist ein deutscher Schauspieler, Synchronsprecher, Autor und Dozent für Schauspiel.

## Leben
Potulski ging in Dormagen zur Schule. Von 2001 bis 2003 war er in der Fernsehserie Verbotene Liebe zu sehen.  Während seines Studiums an der Folkwang Universität der Künste in Bochum (Diplom 2008) begann er, größere Rollen auf der Bühne und der Leinwand darzustellen. Nach dem Studium folgten weitere Film- und Fernsehproduktionen, darunter ein Tatort Münster (2009), der Kinospielfilm Der letzte Mentsch (2014) und die WDR-Reihe Der letzte Cowboy (2016).
Am Schauspielhaus Bochum war er Teil des Ensembles, das 2007 mit dem Stück Die Kleinbürgerhochzeit bei dem Treffen deutschsprachiger Schauspielschulen in Salzburg den Ensemble- und Publikumspreis erhielt. Am Theater an der Ruhr gastierte er in den Stücken Die Verwirrungen des Zöglings Törless unter der Regie von Albrecht Hirche und in Chatroom; auch am Schauspielhaus Köln war er als Gast engagiert.
Potulski arbeitet als Sprecher für den WDR, Deutschlandradio, diverse Hörspiele und auch als Synchronsprecher.
Seit 2010 ist Potulski als Schauspiel-Coach für UFA Serial Drama tätig. Als Dozent in den Bereichen Grundlagen Schauspiel und szenischer Unterricht nahm er Lehraufträge an verschiedenen Schauspielschulen an und er gibt Workshops zum Thema Filmschauspiel. Er hat einen Lehrauftrag an der Folkwang Universität der Künste.
Als Schriftsteller und freier Journalist tritt Potulski seit 2004 in Erscheinung. Seit 2012 ist er Autor und Sprecher des „Instituts für Zeitgenossenschaft“.

## Filmografie (Auswahl)
- 2000–2002: Verbotene Liebe
- 2009: Der gestiefelte Kater (ARD), Märchen, als Soldat Paul
- 2009: Tatort: Tempelräuber, Nebenrolle als Johannes
- 2011–2012: Herzflimmern – Die Klinik am See
- 2011: Die Chefin – Lügen
- 2012: SOKO Köln – Silvanas Geheimnis
- 2012: SOKO 5113 – Die Insel
- 2012: Der letzte Mensch
- 2012: Vergiss mein Ich
- 2012: Systemfehler – Wenn Inge tanzt
- 2013: Wilsberg – 90-60-90
- 2017: Der Tod und das Mädchen – Van Leeuwens dritter Fall
- 2023: SOKO Stuttgart – Nur 5 Stunden
- 2023: Hotel Mondial – Mut zur Wahrheit